# Invaders from Mars (1986)
Invaders from Mars (br: Invasores de Marte) é um filme de terror, produzido nos Estados Unidos em 1986, foi co-escrito por Richard Blake, Don Jakoby e Dan O'Bannon e dirigido por Tobe Hooper.
Um dos primeiros filmes deste gênero a ser feito em cores. Refilmagem do clássico de William Cameron Menzies, Os Invasores de Marte (Invaders from Mars) de (1953).
Os monstros criados e os efeitos visuais para este remake foram feitos por Stan Winston e John Dykstra.

## Sinopse
O filme é sobre uma história de David Gardner (Hunter Carson), um garoto que durante uma tempestade, testemunha um disco voador pousar em um campo, atrás de uma colina próxima a sua residência. Seu pai, pensando se tratar de um sonho, vai verificar o que aconteceu e só volta na manhã seguinte, apresentando um estranho comportamento. Pouco a pouco, outros moradores da cidade caem na armadilha dos invasores e são controlados por um dispositivo que é implantado em seus pescoços. David procura ajuda de Linda Magnusson para impedir a dominação dos marcianos.

## Elenco
- Karen Black  ...  Linda Magnusson
- Hunter Carson  ...  David Gardner
- Timothy Bottoms  ...  George Gardner
- Laraine Newman  ...  Ellen Gardner
- James Karen  ...  Gen. Climet Wilson
- Bud Cort  ...  Mark Weinstein
- Louise Fletcher  ...  Mrs. McKeltch
- Eric Pierpoint  ...  Sgt. Maj. Rinaldi
- Christopher Allport  ...  Captain Curtis
- Donald Hotton  ...  Velho Cientista da NASA
- Kenneth Kimmins  ...  Officer Kenney
- Charlie Dell  ...  Mr. Cross
- Jimmy Hunt  ...  Chefe de polícia
- William Bassett  ...  Cientista da NASA
- Virginya Keehne  ...  Heather